# 本橋明泰
本橋 明泰（もとはし あきやす、1939年10月30日 - ）は、日本の元レーシングライダー、元レーシングドライバー。
東京都出身。

## 経歴

### ヤマハから世界GP
大学在学中にアマチュアでオートバイレースに参戦を開始。ヤマハ発動機のライダー養成テストを受け、1962年にヤマハと契約、オープンしたばかりの鈴鹿サーキットで行われた第1回全日本ロードレース選手権のノービス250ccクラスに参戦し、予選でポールポジションを獲得。決勝レースはリタイアとなったが速さを見せる。
1964年の鈴鹿で開催された日本グランプリにて世界グランプリ初参戦、125ccクラスで6位入賞。翌1966年はヨーロッパに遠征しオランダGPに参戦、日本グランプリでは250ccクラスで3位表彰台、1967年のマン島TTでは125ccクラス3位表彰台、日本GP250ccクラス2位表彰台と好成績を連発。全日本ロードレース選手権でもランキング上位を長く保持し続けた。

### 日産からレーシングドライバーとして
1969年に日産自動車のワークスドライバーのオーディションに合格、大森ワークス所属でレーシングドライバーとして活動を開始。全日本ドライバー選手権や富士1000km等の耐久レースに日産・スカイライン2000GT-Rや日産・ブルーバードSSSを駆り参戦。その一方でFL500等の軽フォーミュラにも参戦し、優勝する等活躍した。

### ヤマハに復帰

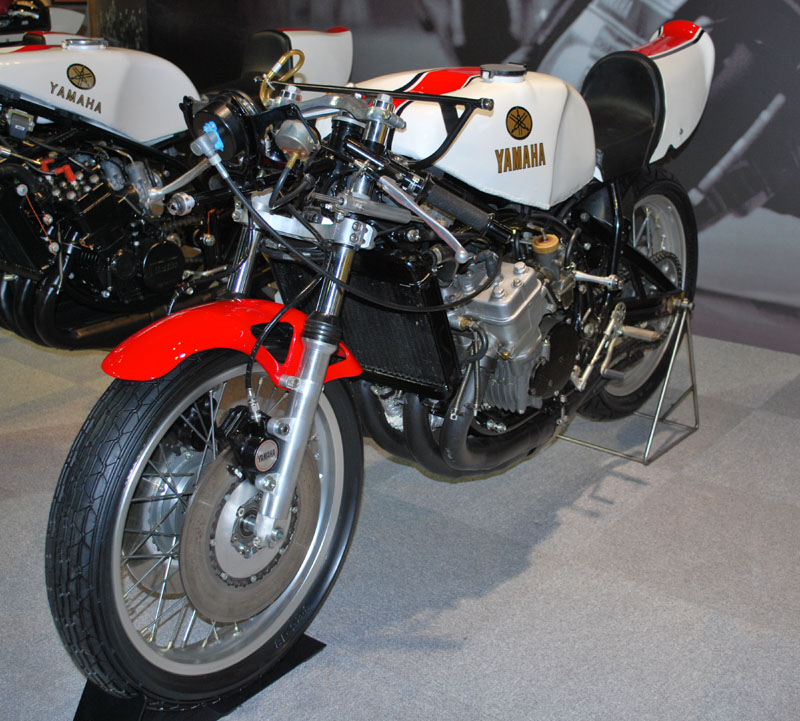
車体開発を手掛けたヤマハ・YZR500

ヤマハがワークス活動再開に伴い復帰。ロードレース世界選手権で世界タイトルを幾度も獲得することになる名機、YZRの開発が立ち上げられると、本橋を開発の中心としたプロジェクト・チームが編成された。最初に作られたのは元々あった350ccエンジンを倍にした700cc仕様のマシンで、この仕様の時点で完成度が高かったことから、これをベースに1972年当時アメリカで盛んになっていたフォーミュラ750規定のマシンと、欧州でのグランプリに向けて500cc仕様のマシンを両方開発していくことになった。本橋はマシンテストで基本的な方向性を設定し、のちにジャコモ・アゴスチーニ（1974年,1975年）、ケニー・ロバーツ（1978年,1979年,1980年）が世界チャンピオンを獲得する礎を築いた。
ヤマハでは数多くのレーシングマシンの開発や、ヤマハロードレーシングスクールでの講師として毛利良一、鈴木修、平忠彦など後進育成にも貢献。1976年12月21日、銀座東急ホテルで行われた「'77ヤマハレース活動発表記者会見」にて現役引退を発表。その席で「ロードレースは生きる喜びを最大限に与えれくれるもので、集中力と決断力をもってあらゆることに耐え抜き、耐え抜くために何かを探し求めて生きてきました。現在も体力的には十分自信があるが、精神面の問題ですね。無心で走ることができなくなってきたので、潮時と考えました。今後はこれまでの経験を活かし、ライダーの指導・育成にあたりモータースポーツのより一層の普及に尽力したい。」と語った。
経営者としては、東京都吉祥寺南町でオートバイショップ「本橋ヤマハ」の代表、全日本ロードレース選手権に参戦するワールドワイドMCの代表者を務めた。

## 戦績

### 全日本ロードレース選手権
| 年     | チーム             | マシン         | 区分   | クラス    | 1   | 2   | 3     | 4   | 5   | 6      | 順位 | ポイント |
| ------ | ------------------ | -------------- | ------ | --------- | --- | --- | ----- | --- | --- | ------ | ---- | -------- |
| 1971年 | スポーツライダース | ヤマハ・RX350  | セニア | 251cc以上 | SUZ | TSU | SUZ 1 | SUZ | TSU | SUZ    | 7    | 15       |
| 1974年 | ワールドワイドMC   | ヤマハ・YZR500 | セニア | 750cc     | SUZ | SUZ | TSU   | SUZ | TSU | SUZ 1‡ | -    | -        |

- ‡ポイント対象外のフォーミュラ・リブレ。

#### ロードレース世界選手権
| 年     | クラス | 車両   | 1   | 2   | 3   | 4     | 5   | 6   | 7   | 8   | 9   | 10  | 11    | 12    | 13    | 順位 | ポイント |
| ------ | ------ | ------ | --- | --- | --- | ----- | --- | --- | --- | --- | --- | --- | ----- | ----- | ----- | ---- | -------- |
| 1964年 | 125cc  | ヤマハ | USA | SPA | FRA | IOM   | NED | GER | DDR | ULS | FIN | ITA | JPN 6 |       |       | 24位 | 1        |
| 1966年 | 250cc  | ヤマハ | SPA | GER | FRA | NED   | BEL | DDR | TCH | FIN | ULS | IOM | ITA   | JPN 3 |       | 14位 | 4        |
| 1966年 | 125cc  | ヤマハ | SPA | GER |     | NED 5 |     | DDR | TCH | FIN | ULS | IOM | ITA   | JPN 4 |       | 8位  | 5        |
| 1967年 | 250cc  | ヤマハ | SPA | GER | FRA | IOM   | NED | BEL | DDR | TCH | FIN | ULS | ITA   | CAN   | JPN 2 | 9位  | 6        |
| 1967年 | 125cc  | ヤマハ | SPA | GER | FRA | IOM 3 | NED |     | DDR | TCH | FIN | ULS | ITA   | CAN   | JPN   | 12位 | 6        |

### 4輪

#### 鈴鹿1000km
| 年     | チーム | コ・ドライバー | 使用車両              | クラス | 周回 | 総合順位 | クラス順位 |
| ------ | ------ | -------------- | --------------------- | ------ | ---- | -------- | ---------- |
| 1970年 | SCCN   | 星野一義       | 日産・ブルーバードSSS | T-Ⅱ    | 136  | 13位     | 6位        |

#### 富士1000km
| 年     | チーム | コ・ドライバー | 使用車両               | クラス | 周回 | 総合順位 | クラス順位 |
| ------ | ------ | -------------- | ---------------------- | ------ | ---- | -------- | ---------- |
| 1970年 | SCCN   | 田村三夫       | 日産・ブルーバードSSS  | T-Ⅱ    | 217  | 6位      | 1位        |
| 1971年 | SCCN   | 柳田春人       | 日産・フェアレディ240Z | 12     | R-Ⅲ  | DNF      | DNF        |

#### その他4輪の戦績
| 年     | レース                                                 | チーム | 使用車両                   | クラス  | 結果 |
| ------ | ------------------------------------------------------ | ------ | -------------------------- | ------- | ---- |
| 1969年 | 富士スピードフェスティバル富士300kmゴールデンシリーズⅣ | SCCN   | 日産・スカイライン2000GT-R | セダンⅢ | 5位  |
| 1970年 | 全日本鈴鹿自動車500kmレース                            | SCCN   | 日産・スカイライン2000GT-R | T-Ⅱ     | 3位  |
| 1970年 | 第12回全日本クラブマン                                 | SCCN   | 日産・スカイライン2000GT-R | TS-Ⅳ    | 8位  |
| 1970年 | 北海道スピードウェイ・オープニング・レース大会         | SCCN   | 日産・ブルーバードSSS      | T-Ⅱ     | 3位  |

## 人物
- 金谷秀夫や河崎裕之、浅見貞男、平忠彦等のワークスライダーを育成する等、ライダーやドライバーの能力や素質を見抜くのに長けている。
- 同じレースで競る機会も多かった金谷秀夫は本橋のライディング技術を、「本橋サンは自分の走り方について理論を完全に持っている。あのコーナーはこう、という理論づけが確立されていて、経験値の高さを感じます。」「僕と本橋サンだとだいぶ走り方が違います。本橋さんはどっちかというとコーナー出口で速さを稼ぐという方法ですね。僕は入口で稼いで出口でのスピードをロスしてしまう感じですけど、本橋サンは逆にクリッピング・ポイントですでにアクセル開けてます。立ち上がり重視ですね。」と述べている[6]。
- 大森ワークスで同期だった星野一義は本橋が日産ワークス活動休止とヤマハワークス活動再開でヤマハに戻る事になった際、星野も日産を離脱を考えていたが、「お前は残れ。日産で大きくなれ」と言われて残った。その後、星野は「日本一速い男」として国内4輪レースで君臨する事になる。
- ヤマハのワークスライダーとして1977年のロードレース世界選手権の350ccでチャンピオンを獲った片山敬済を「世界チャンピオンを獲るには、ただレースに速いだけでは駄目で、ヨーロッパでの生活全般にわたって欧米人ライダーと戦えなければならない。そういう意味でも、彼はよくやったと思う」と高く評価した[7]。